# Lijst van voetbalinterlands Azerbeidzjan - Mongolië
Deze lijst van voetbalinterlands is een overzicht van alle officiële voetbalinterlands tussen de nationale teams van Azerbeidzjan en Mongolië. De landen hebben tot nu toe een keer tegen elkaar gespeeld. Dat was een vriendschappelijke wedstrijd op 22 maart 2024 in Bakoe.

## Wedstrijden
| № | Plaats | Datum         | Competitie        | Wedstrijd               | Uitslag |
| - | ------ | ------------- | ----------------- | ----------------------- | ------- |
| 1 | Bakoe  | 22 maart 2024 | Vriendschappelijk | Azerbeidzjan − Mongolië | 1 − 0   |

## Samenvatting
| Competitie        | Totaal gespeeld | Winst Azerbeidzjan | Gelijk | Winst Mongolië | Doelsaldo Azerbeidzjan – Mongolië |
| ----------------- | --------------- | ------------------ | ------ | -------------- | --------------------------------- |
| Vriendschappelijk | 1               | 1                  | 0      | 0              | 1 − 0                             |
| Totaal            | 1               | 1                  | 0      | 0              | 1 − 0                             |

AFFA · A-internationals · Bondscoaches · Statistieken · Azerbeidzjaans vrouwenelftal · Azerbeidzjan U21 · Azerbeidzjan U20 · Azerbeidzjan U19 · Azerbeidzjan U18 · Azerbeidzjan U17 · Azerbeidzjan U16
1992 – 1999 ·
2000 – 2009 ·
2010 – 2019 ·
2020 − 2029
1992 · 
1993 · 
1994 · 
1995 · 
1996 · 
1997 · 
1998 · 
1999 · 
2000 · 
2001 · 
2002 · 
2003 · 
2004 · 
2005 · 
2006 · 
2007 · 
2008 · 
2009 · 
2010 · 
2011 · 
2012 · 
2013 · 
2014 · 
2015 · 
2016 · 
2017 ·
2018 ·
2019 ·
2020 ·
2021 ·
2022 ·
2023 ·
2024
Albanië ·
Andorra ·
Bahrein ·
België ·
Bosnië en Herzegovina · 
Bulgarije ·
Canada ·
Cyprus ·
Duitsland ·
Engeland ·
Estland ·
Faeröer ·
Filipijnen ·
Finland ·
Frankrijk ·
Georgië ·
Honduras ·
Hongarije ·
Ierland ·
IJsland ·
India ·
Irak ·
Iran ·
Israël ·
Italië ·
Japan · 
Jordanië ·
Kazachstan ·
Kirgizië · 
Koeweit · 
Kosovo · 
Kroatië · 
Letland ·
Liechtenstein ·
Litouwen ·
Luxemburg ·
Malta ·
Moldavië ·
Mongolië ·
Montenegro ·
Noord-Ierland ·
Noord-Macedonië ·
Noorwegen ·
Oekraïne ·
Oezbekistan ·
Oman ·
Oostenrijk ·
Palestina ·
Polen ·
Portugal ·
Qatar ·
Roemenië ·
Rusland ·
San Marino ·
Saoedi-Arabië ·
Servië ·
Servië en Montenegro ·
Singapore ·
Slovenië ·
Slowakije ·
Spanje ·
Tadzjikistan · 
Trinidad en Tobago · 
Tsjechië ·
Turkije · 
Turkmenistan · 
Verenigde Arabische Emiraten ·
Verenigde Staten ·
Wales ·
Wit-Rusland ·
Zwitserland ·
Zweden
MFF · Mongolisch vrouwenelftal
Interlands
Tegenstander:
Afghanistan ·
Azerbeidzjan ·
Bangladesh ·
Bhutan ·
Brunei ·
Cambodja ·
Filipijnen ·
Georgië ·
Guam ·
Hongkong ·
India ·
Japan ·
Jemen ·
Kirgizië ·
Koeweit ·
Laos ·
Libanon ·
Macau ·
Malediven ·
Maleisië ·
Mauritius ·
Myanmar ·
Noord-Korea ·
Oezbekistan ·
Oost-Timor ·
Palestina ·
Saoedi-Arabië ·
Singapore ·
Sri Lanka ·
Tadzjikistan ·
Taiwan ·
Tanzania ·
Vanuatu ·
Vietnam ·
Zuid-Korea